# Елена Зноемская
Еле́на Зноемская (около 1141 — не ранее 1202 и не позднее 1206) — великая княгиня польская в 1177-1194 годах.

## Биография
Согласно польской историографии, Елена была дочерью князя Конрада II Зноемского и его жены Марии Сербской, дочери великого жупана Рашки Уроша I Вукановича. Конрад II принадлежал  к младшей ветви чешской королевской династии Пржемысловичей. Существуют также другие версии, согласно которым она была дочерью новгородского князя Всеволода Мстиславича, или же Ростислава Мстиславича Смоленского и Киевского.
Елена стала женой Казимира, младшего сына польского князя Болеслава III Кривоустого, между 1160 и 1165 годами, вероятно после его возвращения из Германии, где он пребывал в качестве заложника при дворе императора Фридриха Барбароссы. Произошло это самое позднее в 1161 году.
В 1177 году Казимир II Справедливый занял Краков и получил титул князя-принцепса Польши; Елена стала великой княгиней.
Когда муж Елены Казимир II неожиданно скончался 1 мая 1194 года, он оставил её с двумя несовершеннолетними сыновьями. С благословения Краковского епископа Фулько и при поддержке столичной знати старший из них, девятилетний Лешек Белый, был объявлен новым князем-принцепсом Польши и владельцем Сеньориального удела. Лешек и его семилетний брат Конрад также совместно унаследовали Сандомирское и Мазовецкое княжества. Елена приняла на себя регентство и стала управлять владениями своих сыновей от их имени.
Положение Лешека Белого на краковском троне было непрочным. Главным его соперником был дядя, Мешко III Старый, ранее уже владевший Краковом и изгнанный из столицы отцом Лешека. Не получив трон мирным путем, Мешко III решил завоевать его. Решающее сражение произошло 13 сентября 1195 года на реке Мозгаве. В кровопролитной битве на стороне Казимировичей выступил их двоюродный брат, волынский князь Роман Мстиславич (сын сестры Мешко и Казимира, Агнешки). В ходе сражения были серьёзно ранены оба главных противника, Роман и Мешко, а старший сын последнего, Болеслав Куявский, был убит. Сражение не принесло решающего успеха ни одной из сторон, однако помощь Романа всё-таки помогла Казимировичам избежать разгрома и отразить притязания дяди на Краков.
Битва при Мозгаве убедила Мешко в том, что вернуть трон силой не получится, и он начал переговоры с Еленой. В 1198 году они достигли соглашения: Мешко III возвращался на краковский трон в обмен на передачу Куявии сыновьям Казимира. В 1199 или 1200 году Лешек Белый был объявлен совершеннолетним, и регентство Елены закончилось.
Ум и характер Елены были зафиксированы в хронике епископа Винцентия Кадлубека, который лично знал великую княгиню. По его словам, Елена была «женщиной с большей мудростью, чем обычно бывает у женщин».
Елена Зноемская умерла между 1202 и 1206 годами, скорее всего, 2 апреля или 19 июня, возможно, дождавшись возвращения её сына Лешека Белого на краковский трон в 1206 году.

## Семья и дети
Между 1160 и 1165 годами Елена Зноемская вышла замуж за Казимира, младшего сына польского князя Болеслава III Кривоустого. У них было семеро детей:
- Мария (1164—1194), жена Всеволода Святославича Чермного, впоследствии князя черниговского и киевского
- Казимир (1165—1167)
- Болеслав (1168/1171 — 1182), умер в результате падения с дерева
- Одон, умер в младенчестве
- Аделаида[пол.] (1177/1184 — 1211)
- Лешек Белый (1184—1227), князь-принцепс Польши, князь Мазовецкий и Сандомирский
- Конрад Мазовецкий (1187—1247), князь-принцепс Польши, князь Мазовецкий и Сандомирский